# Conover
Pour l'ornithologue américain, voir Henry Boardman Conover.
Conover est une ville américaine située dans le comté de Catawba en Caroline du Nord. En 2023, sa population est de 8 499 habitants.

## Démographie
| 1880 | 1890 | 1900 | 1910 | 1920 | 1930 |
| ---- | ---- | ---- | ---- | ---- | ---- |
| 150  | 337  | 413  | 421  | 681  | 973  |

| 1940  | 1950  | 1960  | 1970  | 1980  | 1990  |
| ----- | ----- | ----- | ----- | ----- | ----- |
| 1 195 | 1 164 | 2 281 | 3 355 | 4 245 | 5 465 |

| 2000  | 2010  | 2023  | - | - | - |
| ----- | ----- | ----- | - | - | - |
| 6 604 | 8 165 | 8 499 | - | - | - |

## Traduction
- (en) Cet article est partiellement ou en totalité issu de l’article de Wikipédia en anglais intitulé « Conover, North Carolina » (voir la liste des auteurs).